# Jacques Loysel
 (mars 2015).
Si vous disposez d'ouvrages ou d'articles de référence ou si vous connaissez des sites web de qualité traitant du thème abordé ici, merci de compléter l'article en donnant les références utiles à sa vérifiabilité et en les liant à la section « Notes et références ».
Pour les articles homonymes, voir Jacques Loysel (homonymie) et Loysel.
Jacques Joseph Loysel, né le 29 mai 1867 à Courcelles-de-Touraine et mort le 4 novembre 1925 à Paris (17e arrondissement), est un sculpteur français.

## Biographie

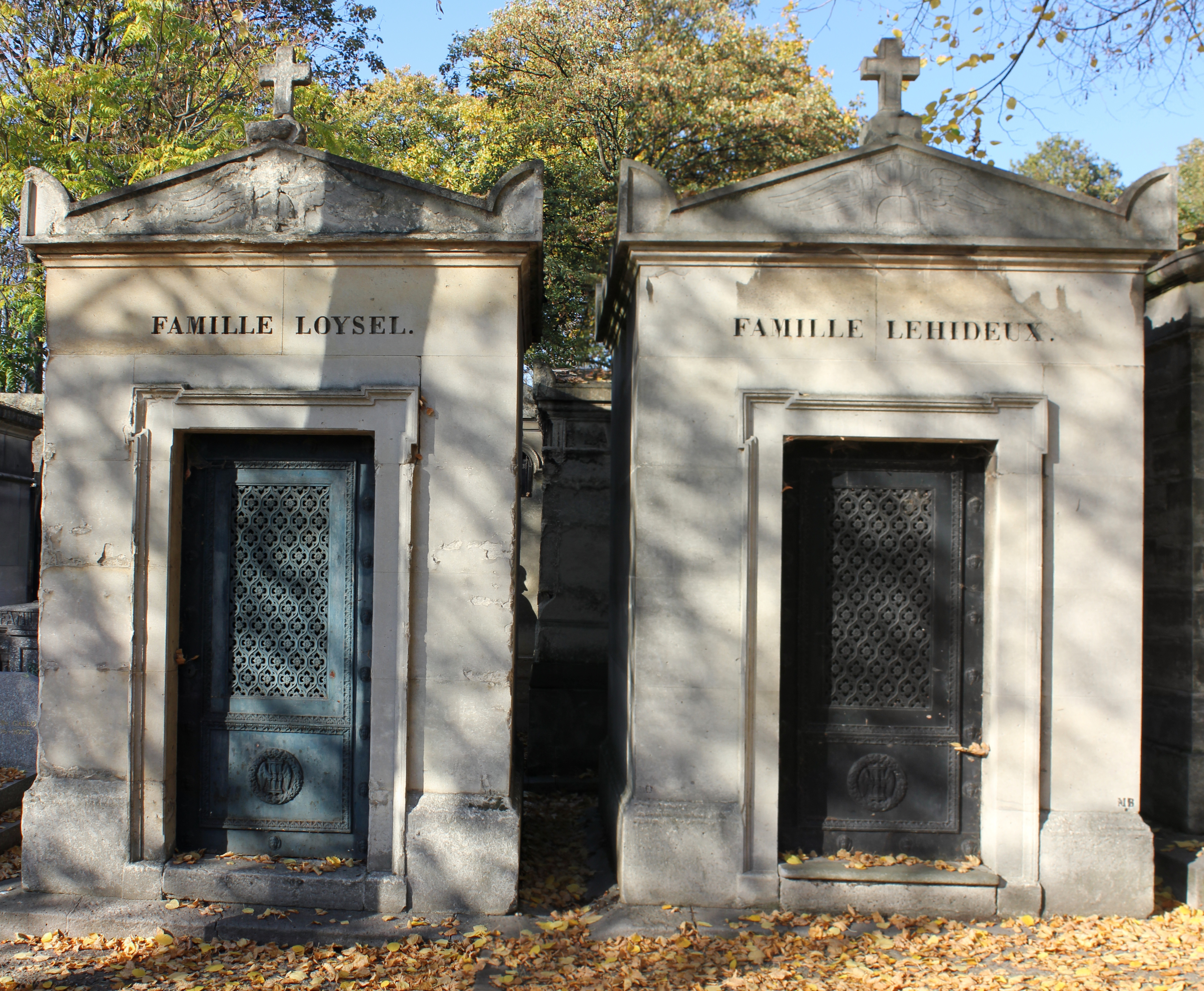
Tombe au cimetière du Père-Lachaise.

Jacques Loysel est né dans le château du Vivier des Landes, propriété de ses parents, dans la petite commune de Courcelles-de-Touraine, canton de Château-la-Vallière, en Indre-et-Loire. Son père, Léon Félix Loysel, est le fils d'un riche négociant en textiles. Voulant être peintre, il est l'élève de Constant Troyon et de Théodore Rousseau. Sa mère, Anne Dufour, est la fille d'un industriel, sucrier à Paris, rue de Bagneux.
Après ses études secondaires, Jacques Loysel entre à l'École des beaux-arts de Paris, où il est l'élève des sculpteurs Henri Chapu et Antonin Mercié.
Il figure au Salon de la Société des artistes français de 1892 à 1920. Il obtint successivement une médaille au Salon de 1894, une bourse de voyage en 1897 et une médaille à l'Exposition universelle de 1900 à Paris.
Il installe d'abord son atelier au 299, rue du Faubourg-Saint-Honoré à Paris et achète ensuite un hôtel particulier au 25, rue de Prony, avec un jardin privatif au fond duquel un grand atelier donnait sur le 6, rue Jadin.
Jacques Loysel meurt le 4 novembre 1925 dans le 17e arrondissement de Paris et est inhumé à Paris au cimetière du Père-Lachaise dans sa sépulture familiale.

## Œuvres
Une de ses principales œuvres, exécutée en 1896, est une statue en marbre d'une femme nue couchée en demi taille, La Grande névrose (collection particulière), qu'il garda dans son atelier près de lui toute sa vie,.
Il expose en 1911 à Paris à la galerie Brame et Lorenceau et fait l'objet d'une critique de Paul-Jean Toulet[réf. nécessaire].
Le 10 août 1912, Hughes Balagny lui consacre un article élogieux dans Revue moderne.
Loysel est l'auteur de dizaines de statuettes en bronze de danseuses nues, ainsi que d'un ensemble de trois surtouts de table en argent massif figurant des sirènes et des tritons dans l'océan, pièces uniques[réf. nécessaire].
Il envoie une statue en bronze d'une femme nue dans un tub en marbre au Salon de 1905[réf. nécessaire].